# Tanyproctus similis
Tanyproctus similis är en skalbaggsart som beskrevs av Rudolph Petrovitz 1962. Tanyproctus similis ingår i släktet Tanyproctus och familjen Melolonthidae. Inga underarter finns listade i Catalogue of Life.